# PDFescape
PDFescape ist ein werbefinanziertes und gebührenpflichtiges PDF-Bearbeitungsprogramm, das in JavaScript, HTML, CSS und ASP geschrieben wurde. Es gibt sowohl eine Online- als auch eine Windows-Version. Es umfasst Funktionen wie PDF-Bearbeitung, Formularausfüllung, Seitenanordnung, Drucken, Speichern sowie die Veröffentlichung von Formularen. Eine werbefreie Premium-Version ist gegen eine Gebühr erhältlich. Die Veröffentlichung von Formularen erfordert zusätzliche Gebühren.
PDFescape bietet Nutzern Online-Speicher für PDF-Dokumente. Es kann mit gängigen Browsern wie Firefox, Internet Explorer, Safari, Chrome und Opera verwendet werden.
Die erste Version wurde am 20. Februar 2007 veröffentlicht.
PDFescape wurde auf Webseiten wie CNET und Lifehacker rezensiert.

## Funktionen
PDF-Dokumente können direkt in der Anwendung geöffnet oder über die Weboberfläche importiert werden. Geöffnete Dokumente können mit einer Reihe von Werkzeugen bearbeitet werden, die ähnlich, aber eingeschränkter sind als die in PDF-Anwendungen wie Adobe Acrobat verfügbaren. Ebenfalls können PDF-Formulare erstellt werden.